# インドの文化

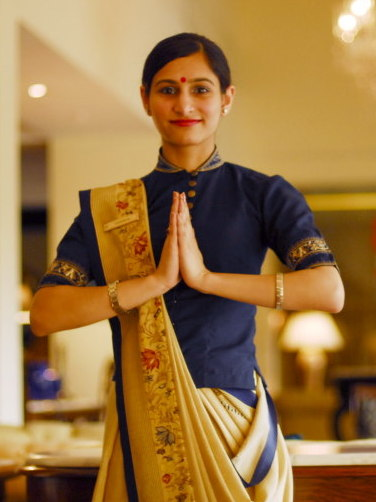
ナマステと挨拶する時の文化的慣習に基づくポーズ

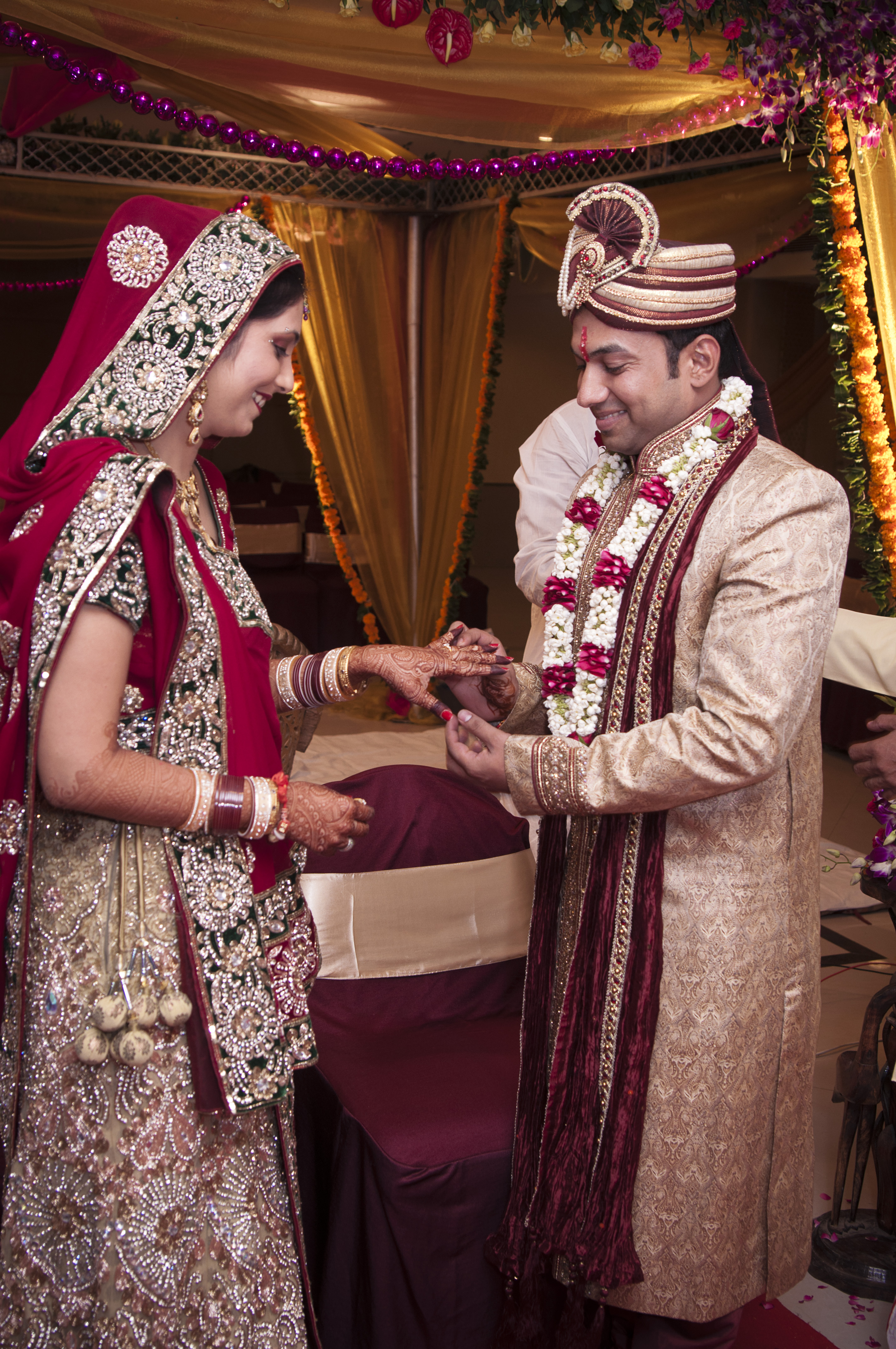
インドのヒンドゥー教の結婚式

インドの文化（インドのぶんか）は、しばしばインド文明と同一視され、文化遺産としてインド亜大陸に由来または関連のある、社会規範・価値観・伝統的慣習・信念体系・政治体制・文化的人工物・テクノロジーのことである。この用語は、インドだけでなく、移民、植民地化、影響によりインドと関連を持った地域（とりわけ東南アジア）にもあてはまる。一言に「インド文化圏」といっても、国内でも場所ごとに、言語、宗教、舞曲、音楽、建築、食文化、習慣が異なる。
インドの文化は、インダス文明にはじまるいくつもの数千年の間の諸文化の影響を受けて、いくつもの文化が融合しているといわれる。宗教・数学・哲学・食文化・言語・舞曲・音楽および映画インド文化の諸要素はインド世界やインド文化圏に多大な影響を与えた。

## 多宗教社会
ヒンドゥー教、ジャイナ教、仏教、シーク教といったインド起源の宗教はすべて、ダルマとカルマの両概念がベースにある。アヒンサー（非暴力）はインド先住民の信条のなかでも重要な要素であり、非暴力不服従運動によりインド輿論をまとめあげイギリスに抵抗した、マハトマ・ガンジーが実践者として知られ、アメリカ公民権運動のキング牧師にも影響を与えた、インド先住民の宗教にとって重要な概念である。外来宗教であるユダヤ教、キリスト教、イスラム教などのアブラハムの宗教やムスリムの迫害から逃れたゾロアスター教やバハイ教の信者もいる。
世界第一位の人口を持つインド共和国は、28の州からなる連邦共和制であり、各々の州には独自の文化性がある。インド亜大陸で数千年の時を経て育まれたインドの文化は、様々な文化がまざりあっているとされる。歴史的に、インド文化はダルマと深い接点があり、哲学、文学、建築、美術、音楽などインド文化の各分野への影響が認められる。
インドの文化は、インド亜大陸を超えて外界へ伝播することで、インド文化圏を形成した。西暦の初めにかけて、旅行者や海商などがシルクロードを経由して、ヒンドゥー教、仏教、建築 、統治システム、文字の概念などがアジアの他地域へと広まったことは特筆に値する。ヒンドゥークシュ山脈やパミール高原は、インド文化圏と西のイラン文化圏とが重複する地域であり、何世紀もの時代にわたり、仏教、ヒンドゥー教、イスラム教、ジャイナ教、シーク教、そして様々な民族の文化が融合した。
インドではヒンドゥー教、仏教、ジャイナ教が誕生した。これらの宗教は一般的にインド発祥の宗教としてひとくくりにされる。インドの宗教は、アブラハムの宗教に並んで世界の主要な宗教であり、ヒンドゥー教と仏教の信者数はそれぞれ約２億人と約2億５～６千万人という世界第3位、第4位の規模を誇る。この三つの宗教で、実にインドの人口のおよそ80％から82%を占めるという。
多様な宗教・民族を持つインドでは、世俗国家ながらも宗教が社会や文化に浸透し、人々の生活に深く根付いている。全体としてはヒンズー教が多数を占めるものの、ウッタル・プラデーシュ州などには多数のムスリムが住んでいる。2011年の国勢調査によると、インドの人口の79.8%がヒンズー教徒であり、イスラム教(14.2%)、キリスト教(2.3%)、シク教(1.7%)、仏教(0.7%)ジャイナ教 (0.4%)と続いている。

## 食文化

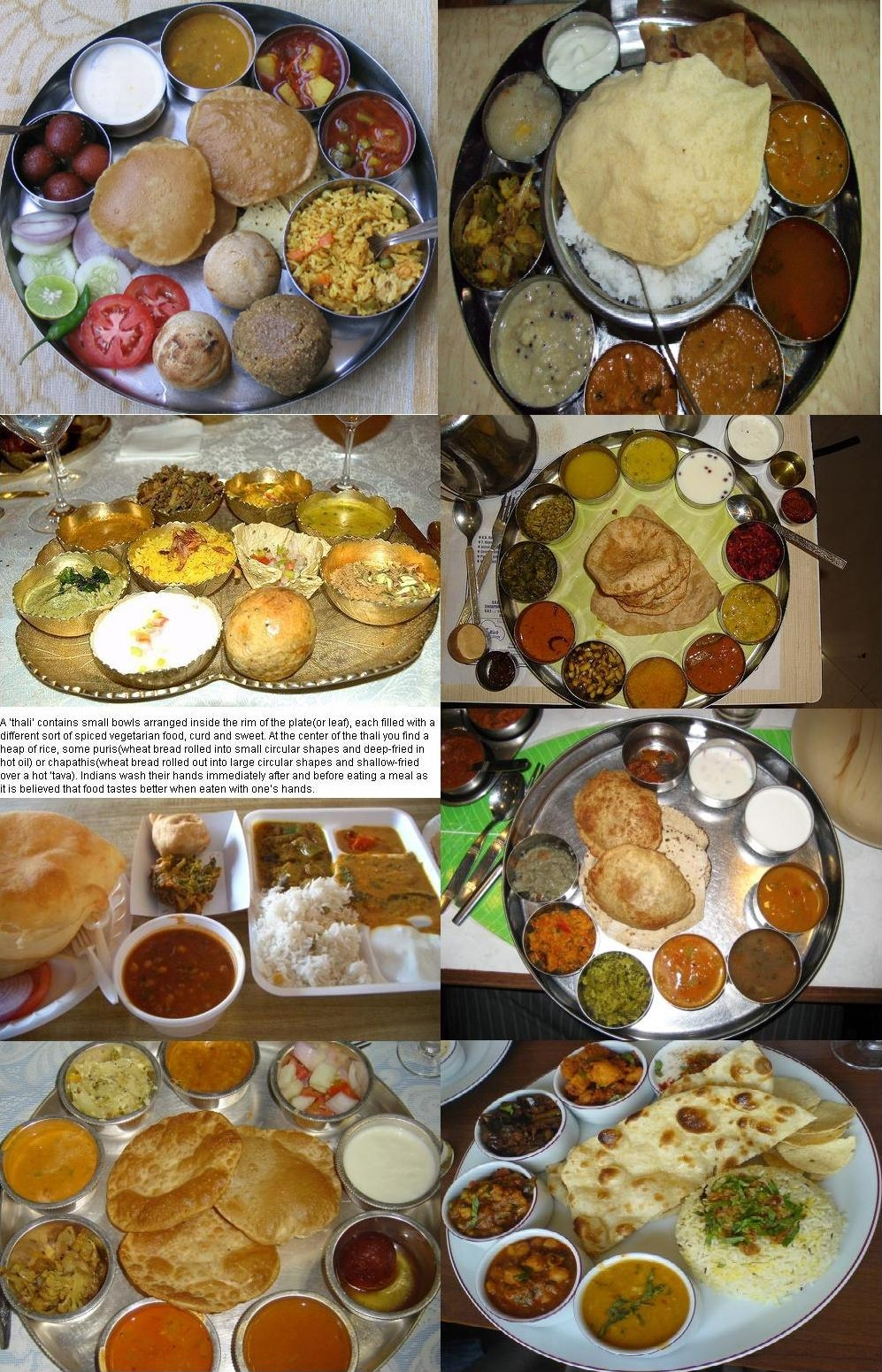
さまざまなインド料理

インド料理は、フランス料理、イタリア料理、中国料理、日本料理などと並ぶ世界的な料理スタイルの一つである。特徴の一つは、様々な香辛料（スパイス）を多用することであるが、インド亜大陸は広大であり、地域・民族・宗教・階層などによって多くのバリエーションがある。インドでは地方によって使う食用油が異なり、東は菜種、西は落花生、南はココナッツ、北は菜種かゴマをよく使う。
インド系移民と在外インド人の活動の結果として、インド料理は世界各地に定着している。特にイギリスや旧イギリス領のマレーシア、シンガポール、フィジー、ペルシア湾岸、ケニア、南アフリカ、トリニダード・トバゴ、ガイアナなどではインド料理が地元の食文化に溶け込んでいる。チキンティッカマサラはイギリス生まれのインド料理で、イギリスの国民食の一つと呼ばれている。ゴア料理はポルトガルとその植民地に伝播し、マカオ料理などに影響を与えた。また、カレー粉の普及により世界各地にカレー料理が生まれている。インドを発祥とするムルタバは、貿易を通して東南アジアに伝わり、現在では同地域やアラビア半島で食べられている。日本ではチャンドラボースやイギリス海軍の影響になどにより、日本の学校給食でカレーが取り入れられるなど、ラーメンと並びカレーライスが国民食となっている。全国各地ではその土地ならではの味付けや食材、コンセプトを用いた「ご当地カレー」も登場しており、日本独自の食文化となりつつある。

## 哲学
インドにおいて発達した哲学、思想は、法（धर्म ダルマ）・利（अर्थ アルタ）・愛（काम カーマ）の3つ、あるいはこれらに解脱（मोक्ष モークシャ）を加えた4つを主題として展開してきた。法は主に『ヴェーダ』に述べられる祭式とそれにまつわるバラモンなどの4つのヴァルナの正しい生き方に関わり、利はおもにクシャトリヤの国王を中心とした国家の正しい運営方法あるいはあり方に関わり、愛は格好よさ・夫婦の生活・性交・遊女など広く男女の間柄についてのあり方に関わっている。また解脱とその前提となる輪廻（संसार サンサーラ）は、人間の死後のあり方に関わっており、インドにおけるほとんど全ての宗教思想や哲学と密接な関係にある。

## 文学

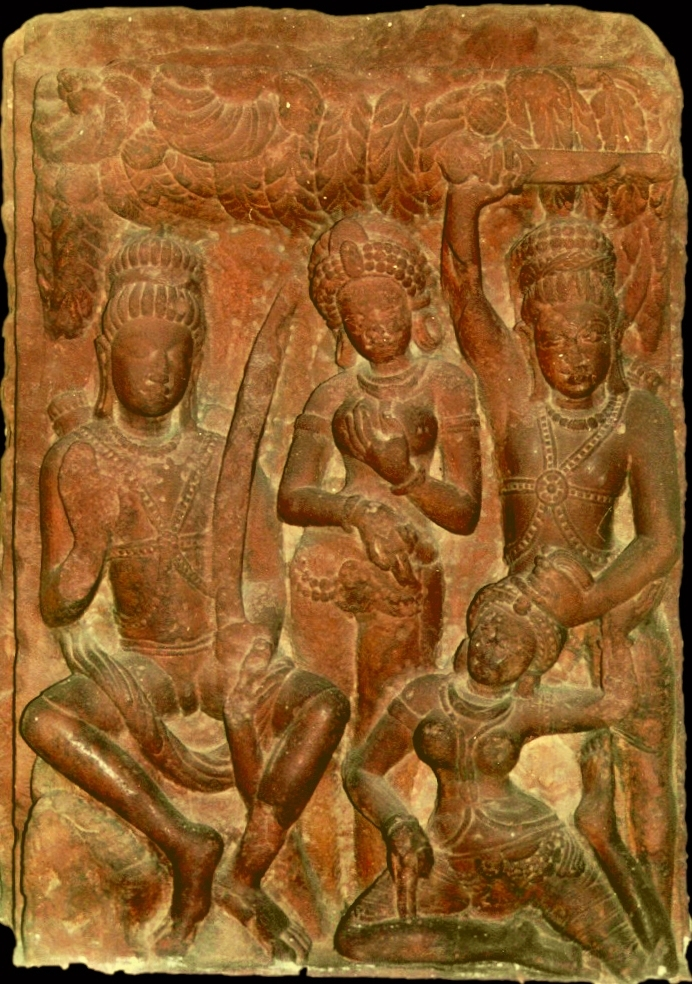
ヒンドゥー神話を題材にした叙事詩『ラーマーヤナ』の一局面を描いたグプタ朝時代の石刻

インド文学は、現在のインドを中心とする地域の文芸、およびそれらの作品や作家を研究する学問を指す。古典期のサンスクリット語や、現在もっとも話者が多いヒンディー語、ドラヴィダ文化に属しサンスクリットと異なる独自の古典文芸を持つタミル語など多数の言語により作品が生み出されている。広義には、『ヴェーダ』や、ヒンドゥー教の聖典であるプラーナ文献、古代の法典であるダルマ・シャーストラ、仏教のパーリ語経典などの文献も含まれる。
20世紀に入ると、小説は、ムンシー・プレームチャンドによってリアリズムが広まった。プレームチャンドはウルドゥー語とヒンディー語で創作し、社会への問題意識を表現した。ベンガル語の詩人ラビンドラナート・タゴールは、詩集『ギーターンジャリ』を自ら英訳して好評を博し、1913年にアジア人として初のノーベル賞となるノーベル文学賞を受賞した。1930年にはプレームチャンドによって文芸誌『ハンス』( Hans )が創刊され、1936年には進歩主義作家協会が設立されてプレームチャンドが第一回大会の議長となる。1930年代以降は民衆を取りあげる作品が増え、貧困、伝統との関係なども題材となった。1947年にインドは独立を果たすが、インド・パキスタン分離独立による動乱は作家にも大きな影響を与え、これを描いた作品は動乱文学とも呼ばれている。クリシャン・チャンダルの『ペシャワール急行』や、ビーシュム・サーヘニーの『タマス』、クリシュナ・バルデーオ・ヴァイドの『過ぎ去りし日々』など多数ある。
その他の作家として、サタジット・レイによる映画化が有名なビブティブション・ボンドパッダエ、ベンガル語の短編小説の名手タラションコル・ボンドパッダエ、社会の過酷さと複雑さをユーモアを混じえて描くヒンディー語作家のウダイ・プラカーシらがいる。イギリス領時代からの影響により英語で著述活動を行う作家も多く、架空の街マルグディを舞台とした小説を書き続けたR・K・ナーラーヤン (R. K. Narayan) 、『首都デリー』で重層的な歴史小説を書いたクシュワント・シン、サーヒトヤ・アカデミー賞 (Sahitya Akademi Award) を受賞したアミタヴ・ゴーシュ、女性最年少でブッカー賞を受賞したキラン・デサイなどがいる。
- 『ラーマーヤナ』
- 『マハーバーラタ』
- カーリダーサ - 『シャクンタラー』
- ラビンドラナート・タゴール - 『ギーターンジャリ』、1913年にノーベル文学賞を授与された。

## 音楽
- ラーガ
- ヒンドゥスターニー音楽
- カルナータカ音楽

## 映画
インド国内では各地方の言語でそれぞれ独自に映画が制作されていることもあり、インドは世界で最も多くの年間映画制作本数を誇る国である。また同様に音楽も各言語ごとにアーティストがおり、独自のアルバムが制作され、各州、各言語ごとに音楽や映画の制作者が存在する。
特に北部を中心にインド全土で上映されるヒンディー語による娯楽映画は、その制作の中心地であるムンバイの旧名ボンベイとアメリカ合衆国の映画産業中心地であるハリウッドのかばん語で「ボリウッドフィルム」と呼ばれている。様々なタイプの映画があるが、多くはミュージカル要素を含んだ映画で、これらは日本で「マサラムービー」と呼ばれ親しまれている。インドだけではなく西アジア、アフリカ、東南アジア諸国で大変な人気があり、重要な輸出産業の一つとなっている。欧米でもインド系住民が住む大都市部を中心に人気が広がっている。
『おしん』『七人の侍』などの日本映画も知られている。日本テレビ系番組『ウッチャンナンチャンのウリナリ!!』にてインド映画が紹介されたり、番組出演者が自ら主演する企画があった。以後、日本でインド映画が上映される機会が多くなった。

## 被服
インドにおける服飾は、インド国内の各地域の様々な民族の社会や地理、気候、文化的伝統などに依拠している面が強い。
また、男性と女性の服は両方とも儀式や舞踊公演用まで色々な仕様のものへ発展を遂げたものが多く、民俗学・芸術上での見解に基づく価値だけでなく歴史的にも付加価値が高いものを遺している。
都市部では洋服が一般的であり、普段からあらゆる層の人々が着用している。

## 建築

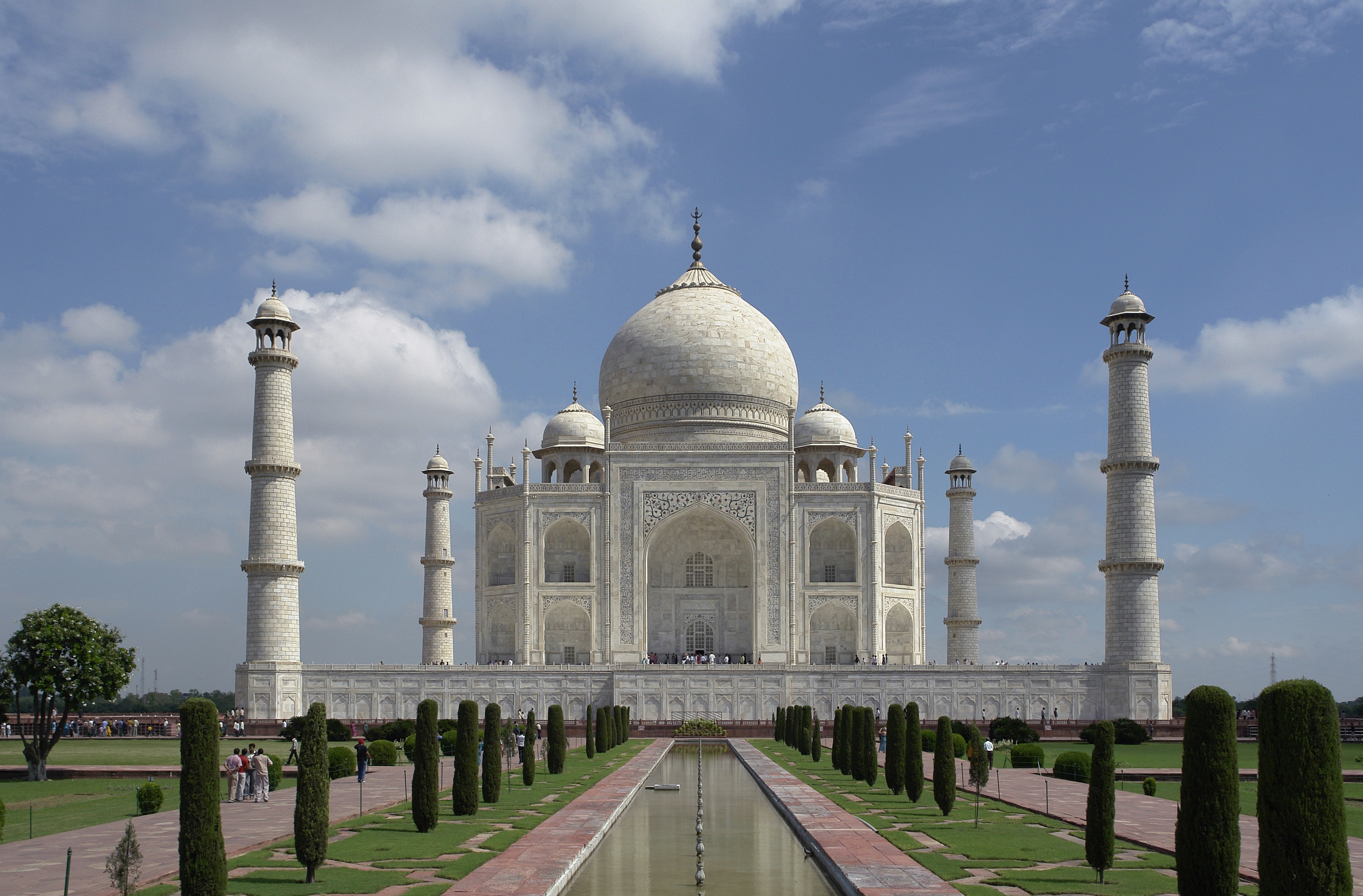
タージマハル（インドにおける建築物では最高峰の一つに挙げられる）

インドの建築は、自国の歴史やその文化ならびに宗教に根ざしているものが多い。

## 世界遺産

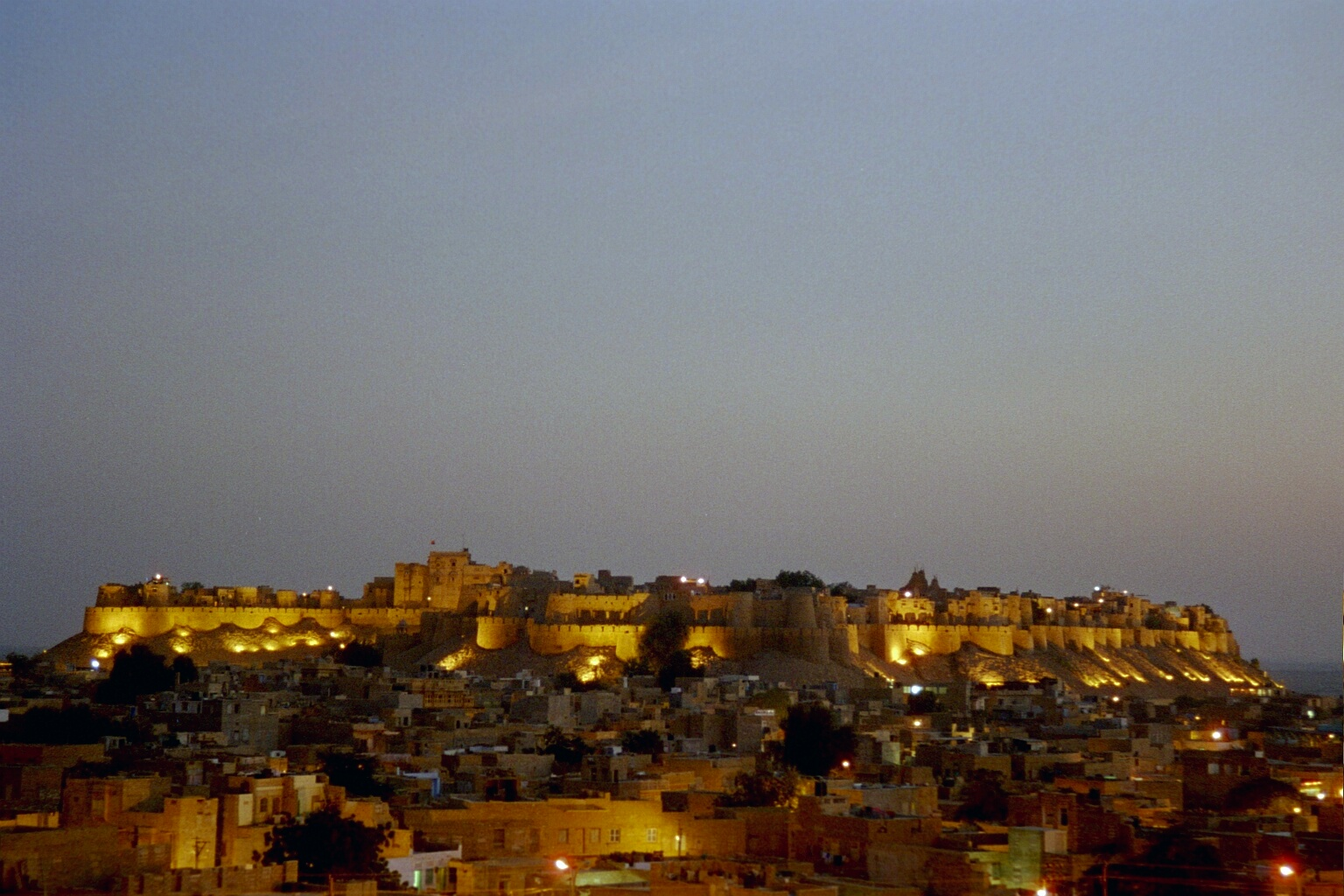
ラージャスターン州のジャイサルメール城

インドは5000年の歴史があり、今に残る数々の歴史的遺跡の文化遺産や多様に富む自然と野生動物とさまざまで数は多い。2016年のインド国内には、ユネスコの世界遺産リストに登録された文化遺産が27件、自然遺産が7件、複合遺産が1件の計35件存在する。なお、インドの世界遺産には暫定リスト記載物件が44件ある。
- アジャンター石窟群 - （1983年、文化遺産）
- エローラ石窟群 - （1983年、文化遺産）
- アーグラ城塞 - （1983年、文化遺産）
- タージ・マハル - （1983年、文化遺産）
- コナーラクのスーリヤ寺院 - （1984年、文化遺産）
- マハーバリプラムの建造物群 - （1984年、文化遺産）
- カジランガ国立公園 - （1985年、自然遺産）
- マナス野生生物保護区 - （1985年、自然遺産）
- ケオラデオ国立公園 - （1985年、自然遺産）
- ゴアの教会群と修道院群 - （1986年、文化遺産）
- カジュラーホーの建造物群 - （1986年、文化遺産）
- ハンピの建造物群 - （1986年、文化遺産）
- ファテープル・シークリー - （1986年、文化遺産）
- パッタダカルの建造物群 - （1987年、文化遺産）
- エレファンタ石窟群 - （1987年、文化遺産）
- 大チョーラ朝寺院群 - （1987年、文化遺産）
- スンダルバンス国立公園 - （1987年、自然遺産）
- ナンダ・デヴィ国立公園と花の谷国立公園 - （1988年・2005年、自然遺産）
- サーンチーの仏教建造物群 - （1989年、文化遺産）
- デリーのフマーユーン廟 - （1993年、文化遺産）
- デリーのクトゥブ・ミナールとその建造物群 - （1993年、文化遺産）
- インドの山岳鉄道群 - （1999年、文化遺産 ; 2005年・2008年拡大）
- ブッダガヤの大菩提寺 - （2002年、文化遺産）
- ビームベートカーの岩陰遺跡 - （2003年、文化遺産）
- チャトラパティ・シヴァージー・ターミナス駅（旧ヴィクトリア・ターミナス駅） - （2004年、文化遺産）
- チャーンパーネール・パーヴァーガド遺跡公園 - （2004年、文化遺産）
- 赤い城の建造物群 - （2007年、文化遺産）
- ジャイプルのジャンタル・マンタル - （2010年、文化遺産）
- 西ガーツ山脈 - （2012年、自然遺産）
- ラージャスターンの丘陵城塞群 - （2013年、文化遺産）
- グジャラート州パータンのラーニー・キ・ヴァーヴ（王妃の階段井戸） - （2014年、文化遺産）
- 大ヒマラヤ国立公園保護地域 - （2014年、自然遺産）
- カンチェンゾンガ国立公園 - （2016年、複合遺産）
- ビハール州ナーランダーのナーランダー・マハーヴィハーラ（ナーランダ僧院）の考古遺跡 - (2016年、文化遺産)
- ル・コルビュジエの建築作品-近代建築運動への顕著な貢献-（ほか6か国と共有）- （2016年、文化遺産）

## 祝祭日
法律で決められ、全国一律に実施される祝日は下記3日。
| 日付    | 日本語表記           | 現地語表記                  | 備考                           |
| ------- | -------------------- | --------------------------- | ------------------------------ |
| 1月26日 | 共和国記念日         | Republic Day गणतंत्र दिवस      | 1950年の憲法発布を祝う日       |
| 8月15日 | 独立記念日           | Independence Day स्वतंत्रता दिवस | 1947年にイギリスから独立した日 |
| 10月2日 | ガンディー生誕記念日 | Gandhi Jayanti गांधी जयंती       |                                |

このほか、各州によって祝祭日が設けられている場合があり、ヒンドゥー教、イスラム教、キリスト教の祭礼日がある。各企業では法律上の3日を含めて年間10日程度の休日を設けているが、どの日を休日にするかは一律でない。またヒンドゥー教に由来する祭日は太陽暦ではなく、インド特有の太陰太陽暦に基づいており、太陽暦上では2週間程度前後する。各地域で休日とされる日程のうち太陽暦に準拠する日は3回。
| 日付     | 日本語表記               | 現地語表記                   | 備考 |
| -------- | ------------------------ | ---------------------------- | --- |
| 1月1日   | 元日                     | New Year's Day               | 休みは1日のみ |
| 9月17日  | ヴィッシュヴァカルマン祭 | Vishvakarman Pooja विश्वकर्मा पूजा | 各地の工場で物造りの神ヴィシュヴァカルマンを讃える祭り。ヒンドゥー教で唯一、太陽暦に準拠している（アーンドラ・プラデーシュ州など一部地域のみ） |
| 12月25日 | クリスマス               | Christmas                    | 全国的に休みとなる |

太陰太陽暦に基づく祝祭日
| 日付      | 日本語表記                                                                             | 現地語表記                            | 備考                                                        |
| --------- | -------------------------------------------------------------------------------------- | ------------------------------------- | ----------------------------------------------------------- |
| 1月       | ポンガル（タミル・ナードゥ州など南部）、マカラ・サンクラーンティ（おもに北インド全般） | Pongal பொங்கல்/Makara Sankranti मकर संक्रांति | 冬至の時期に行われる収穫祭                                  |
| 3月       | ホーリー                                                                               | Holi होली                               | インド3大祭りに上げられる春祭り                             |
| 4月       | ラーマ降誕祭                                                                           | Ramnavmi रामनवमी                        | ラーマ神の誕生日を祝う                                      |
| 7 - 8月   | ラクシャー・バンダン                                                                   | Raksha Bandhan रक्षाबंधन                 | 女性が兄弟の手首に飾り紐を巻きつけて加護を願う祭り          |
| 8月       | クリシュナ・ジャナマーシュタミー                                                       | Krishna Janamashtami कृष्ण जन्माष्टमी       | クリシュナ神誕生日、北インドで盛大な祭り                    |
| 8 - 9月   | ガネーシャ祭                                                                           | Ganesh Chaturthi गणेश चतुर्थी             | 西部のマハーラーシュトラ州で盛んな祭り                      |
| 10月      | ダシャーラー                                                                           | Dassera दशहरा                          | インド3大祭りのひとつ、ラーマ王子が悪魔に打ち勝った日を祝う |
| 10 - 11月 | ディーワーリー                                                                         | Diwali दीवाली                            | インド3大祭りの一つ、富と幸福の女神ラクシュミーを祭る       |
| 11月      | グル・ナーナク生誕祭                                                                   | Guru Nanak Jayanti गुरु नानक जयंती         | シク教の開祖グル・ナーナクの誕生日                          |

またキリスト教の Good Friday（3 - 4月）も休日として扱われる。この結果、一つの会社内でも本社・支店・工場で休日が異なることが多い。8月のクリシュナ祭がデリー本社は休日だがムンバイ支店は営業日で、ガネーシャ祭は逆になるということが起こる。